# José María Codesal
José María Codesal, né le 20 octobre 1927 et mort le 13 décembre 1979, est un arbitre uruguayen de football.

## Carrière
Il a officié dans des compétitions majeures : 
- Coupe du monde de football de 1958 (1 match)
- Coupe du monde de football de 1966 (1 match)
- Copa Libertadores 1966 (finale retour)